# 金利光
金利光（キム・イグァン、朝: 김이광, 1945年 - ）は、在日韓国・朝鮮人の翻訳家。英語のノンフィクションなどを翻訳。
京都大学英米文学科卒業。妻の片岡しのぶと翻訳工房「パディントン・アンド・コンパニイ」を主宰。

## 著書
- 『翻訳英文法方式による英日翻訳トレーニング・マニュアル 1 (名詞・代名詞・形容詞・副詞篇)』片岡しのぶ共著.バベル・プレス,1989
- 『翻訳英文法方式による英日翻訳トレーニング・マニュアル 2 (動詞・接続詞・前置詞篇)』片岡しのぶ共著.バベル・プレス,1990

## 翻訳
- イーフー・トゥアン『愛と支配の博物誌 ペットの王宮・奇型の庭園』片岡しのぶ共訳.工作舎,1988
- バーバラ・J.バーグ『働く母親たちが危ない』片岡しのぶ共訳.晶文社,1988
- ジョン・シャーニク『激動の世紀1945-1985 証言で綴る戦後世界史』ティビーエス・ブリタニカ,1989
- ディーン・イング『ブラックステルス消ゆ』1989.光文社文庫
- イーフー・トゥアン『恐怖の博物誌 人間を駆り立てるマイナスの想像力』工作舎,1991
- ジュディス・マーティン『ミス・マナーズのほんとうのマナー』片岡しのぶ共訳.暮しの手帖社,1991
- モードリス・エクスタインズ『春の祭典 第一次世界大戦とモダン・エイジの誕生』ティビーエス・ブリタニカ,1991
- ランス・H.K.セクレタン『動物たちのビジネス・ゼミナール 心豊かに生きるための18章』徳間書店,1993
- 安正孝『ホワイト・バッジ』光文社,1993
- カーク・マン『アメリカ生活安全ガイド』東京図書,1994
- バード・バゲット『卓越の法則 ビジネス236の法則』東京図書,1994
- ロン・フライ『アメリカ式記憶トレーニング』東京図書,1995
- ロン・フライ『アメリカ式上手な時間の使い方』東京図書,1996
- ロン・フライ『アメリカ式テストでAをとる方法』東京図書,1996
- ロン・フライ『アメリカ式読書法』東京図書,1996
- ロン・フライ『アメリカ式ノートのとり方』東京図書,1996
- ロン・フライ『アメリカ式勉強法』東京図書,1996
- デイビッド・ルイス『心の1分間トレーニング』東京図書,1996
- ロバート・P.ハリスン『森の記憶 ヨーロッパ文明の影』森下知編.工作舎,1996
- ソニヤ・ヴェイダル・フール, ベン・スーンワー・フール『韓国人』河出書房新社,1997.カルチャーショック
- デイビッド・ルイス『成功のためのボディ・ランゲージ』東京図書、1998
- ヘリーン・グローヴァー『笑いのトレーニング』東京図書,1998
- ロン・フライ『アメリカ式厳しい面接を切り抜ける101の極意』東京図書,1999
- スチュアート・クレイナー『ウェルチ勝者の哲学 創造的に破壊せよ』PHP研究所,2000 のち文庫
- デイヴィッド・ゴードン・ホワイト『犬人怪物の神話 西欧、インド、中国文化圏におけるドッグマン伝承』森下知編.工作舎,2001
- デービッド・スタウファー『サン 新しい経済メガブランド』三修社,2002.ワールドビジネス・サクセスシリーズ
- デービッド・スタウファー『シスコ E-コマースで世界を制覇』三修社,2002.ワールドビジネス・サクセスシリーズ
- レベッカ・ソーンダーズ『デル コンピュータ直販で成功』三修社,2002.ワールドビジネス・サクセスシリーズ
- ジョン・グレイ『アル・カーイダと西欧 打ち砕かれた「西欧的近代化への野望」』阪急コミュニケーションズ,2004
- デービッド・スタウファー『サン ネットワーク・ソリューションを実現する』三修社,2004
- ジェームズ・ミラー『仕事に使えるゲーム理論』阪急コミュニケーションズ,2004
- デービッド・スタウファー『シスコ E・コマースで世界をリードする』三修社,2004
- レベッカ・ソーンダーズ『デル ダイレクト・モデルで躍進する』三修社,2004
- サム・スウォープ『エンピツは魔法の杖』あすなろ書房,2005.
- ジュリアス・レスター（英語版）『私が売られた日』あすなろ書房,2006
- ジョン・ウインダム『チョッキー』あすなろ書房,2011
- リンダ・スー・パーク『魔法の泉への道』あすなろ書房,2011

## 参考
- みすず書房：